# 김정식 (연출가)
김정식은 대한민국의 텔레비전 드라마 연출감독이다.

## 드라마
- 2013년 ~ 2014년 tvN 월,화,수,목 시트콤 《감자별 2013QR3》 ... 공동연출
- 2017년 ~ 2018년 TV조선 월,화,수,목 시트콤 《너의 등짝에 스매싱》 ... 연출
- 2021년 NETFILX 오리지널 시트콤 《내일 지구가 망해버렸으면 좋겠어》 ... 공동연출
- 2023년 JTBC 주말 미니시리즈 《힘쎈여자 강남순》 ... 연출
- 2024년 tvN 월화 드라마《손해 보기 싫어서》 ... 연출